# Pietro Gagliardi
Pour les articles homonymes, voir Gagliardi.
Pietro Gagliardi, né le 9 août 1809 à Rome et mort le 19 septembre 1890 à Frascati, est un peintre et architecte italien. Il décore de nombreuses églises et palais à Rome et dans toute l'Italie.

## Biographie
Pietro Gagliardi naît le 9 août 1809 à Rome. Son père Francesco est originaire de Campanie, et sa mère, Angela Zucchi, est originaire de Rome. Il étudie l'architecture auprès du professeur Francesco Lanci, mais après la mort de son frère Giovanni, un peintre, il se tourne vers la peinture. Il  étudie à l'Accademia di San Luca, notamment auprès de maîtres dont Tommaso Minardi. Il participe à des concours scolaires, remportant la deuxième place en 1827 et la médaille d'encouragement en 1828.

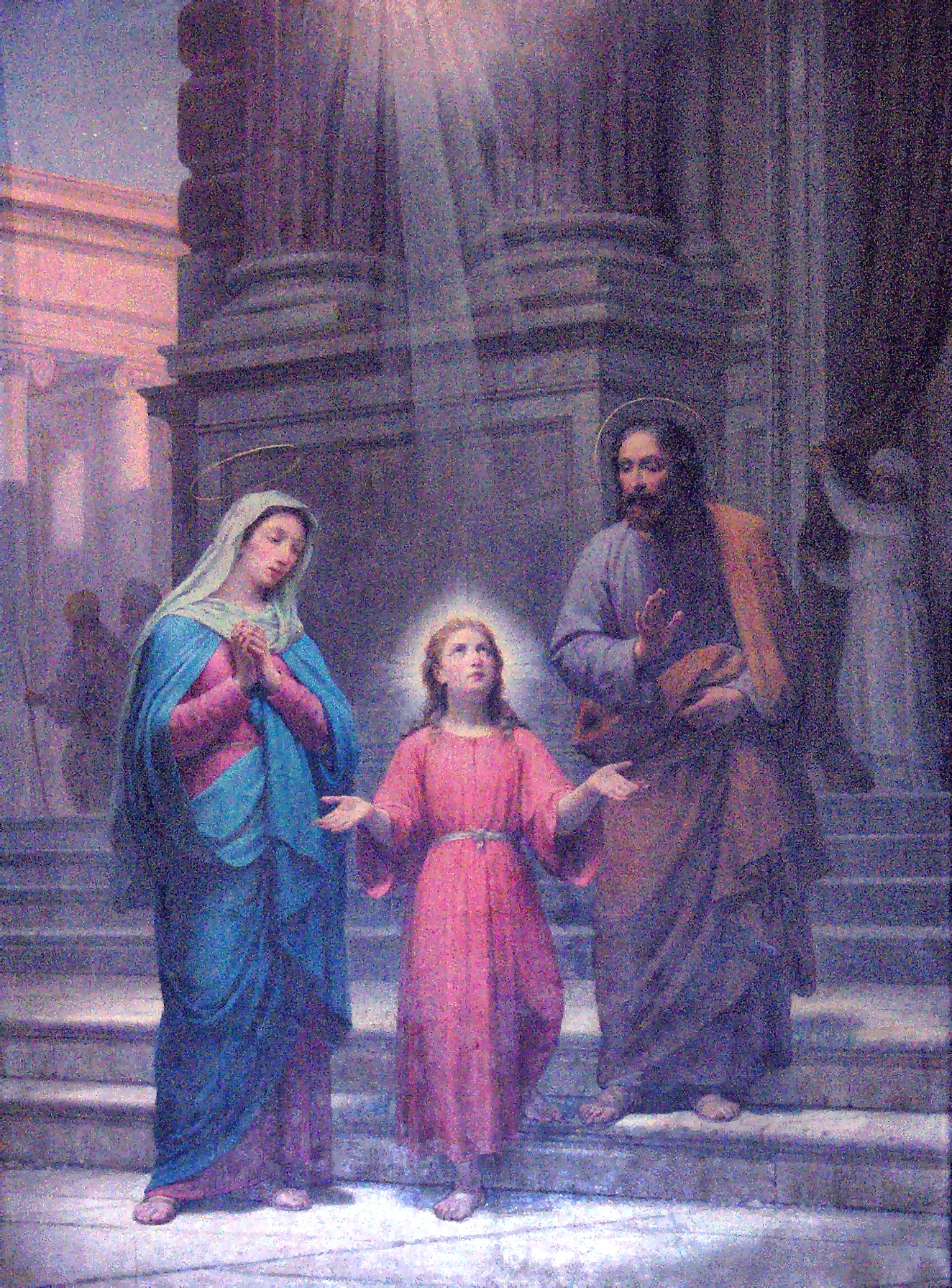
Sainte Famille au Temple de Jérusalem dans l'église de Sant'Eustachio à Rome.

Il travaille principalement à Rome, et son atelier est situé au palais Giustiniani sur la place San Luigi dei Francesi. Sa première grande commande a lieu en 1834, lorsqu'il décore la chapelle de San Sebastiano de la Villa Aldobrandini à Frascati pour le prince Francesco Borghese Aldobrandini. Dans les années 1840, il s'impose comme un peintre d'art sacré de premier plan et est actif à Rome et dans ses environs, en particulier à Tarquinia, où il travaille avec ses neveux Francesco et Giovanni. En 1847, il travaille à l'achèvement de la décoration des  fresques de l'église de San Girolamo dei Croati à Rome.
Il continue de peindre, souvent sur des thèmes mythologiques et historiques, dans d'autres élégantes demeures, dont la Villa Torlonia à Castel Gondolfo (en 1841); Palazzo Torlonia sur la Piazza Venezia (en 1842); la nouvelle section du Casino dell'Aurora dans le Palazzo Pallavicini-Rospigliosi, qui est commandée par le prince de Piombino Antonio Boncompagni Ludovisi (de 1855 à 1858); et le Palazzo Sangermano-Rappini à Arpino (en 1871). Entre 1854 et 1868, il travaille avec son neveu Giovanni à la décoration de fresques dans l'église de Sant'Agostino.
En 1857, il devient membre de l'Académie pontificale des beaux-arts et des lettres des virtuoses au Panthéon, et en est le président et le régent à plusieurs reprises à partir de 1888. Il est également professeur à l'Accademia di San Luca et, en 1870, il est membre de la commission de peinture de l'Exposition romaine d'art catholique.
Pietro Gagliardi meurt le 19 septembre 1890 à Frascati et est inhumé avec sa famille et son épouse, Vittoria Roscioli, dans la chapelle de San Giuseppe de l'église de Sant'Agostino à Rome, qu'il avait restaurée et peinte.